# Philosophenviertel
Das Philosophenviertel ist ein Stadtviertel im hannoverschen Stadtteil Kleefeld.

## Lage und Gestalt
Das Viertel ist von keilartiger Gestalt und hat eine westöstliche Ausdehnung von ca. zwei Kilometern und eine nordsüdliche Ausdehnung von ca. 250 Metern. Begrenzt wird es von der Straße Am Pferdeturm im Westen und von der Kirchröder Straße im Norden und Osten. Im Süden grenzt es direkt an den Stadtwald Eilenriede. Durchzogen wird es von Straßen, die nach Philosophen wie Immanuel Kant, Johann Gottlieb Fichte, Georg Wilhelm Friedrich Hegel, Arthur Schopenhauer oder Baruch de Spinoza benannt sind. Die Bebauung des Viertels ist von hochwertigen Einfamilienhäusern und von etwa 170 Villen teilweise im Landhausstil geprägt. Das Viertel wird zu den „privilegiertesten Lebensverhältnissen“ in Hannover gezählt.

## Geschichte
Das Viertel entstand in der Folge des Baus der Petrikirche im Jahre 1899. Vielen wohlhabenden Hannoveranern wurde es in der Stadt, besonders in der Ernst-August-Stadt, zu eng, und sie gründeten Villenkolonien in den begehrtesten Randlagen der Stadt, um die sich ganze Stadtviertel wie in diesem Fall Kleefeld entwickelten. So entstanden zu Beginn des 20. Jahrhunderts im bereits 1859 nach Hannover eingemeindeten Kleefeld zahlreiche Gründerzeit- und Jugendstilvillen wie der Villa Effertz. Viele der damals entstandenen Häuser stehen heute unter Denkmalschutz. Die Wahlergebnisse der frühen 1930er Jahre für die NSDAP waren in Kleefeld im Stadtvergleich mit etwa 17 Prozent der Stimmen unterdurchschnittlich, was Richard F. Hamilton – gegenüber den NS-geneigten übrigen hannoverschen Villenvierteln wie dem Hindenburgviertel oder Waldhausen – damit erklärt, dass im nördlichen Teil des sozial durchmischten Kleefeld viele Arbeiter wohnten, wofür der bleibend hohe Anteil der SPD mit über 50 Prozent spricht.

## Ansässige Institutionen
Am Westende am Dörriesplatz steht die Petrikirche. Mittig liegt die Alice-Salomon-Schule, das Stephansstift bildet das Ostende. Ihren Sitz im Viertel haben die Tierärztekammer Niedersachsen und die Selbständige Evangelisch-Lutherische Kirche.

## Belege
1. ↑  Klaus Mlynek: Kleefeld. In: Klaus Mlynek, Waldemar R. Röhrbein (Hrsg.) u. a.: Stadtlexikon Hannover. Von den Anfängen bis in die Gegenwart. Schlütersche, Hannover 2009, ISBN 978-3-89993-662-9 S. 350.
2. ↑  Michael Vester, Peter von Oertzen, Heiko Geiling, Thomas Hermann, Dagmar Müller: Soziale Milieus im gesellschaftlichen Strukturwandel. Zwischen Integration und Ausgrenzung (= Suhrkamp-Taschenbuch Wissenschaft Bd. 1312). Suhrkamp, Frankfurt am Main 2002, ISBN 3-518-28912-8, Kapitel „Dimensionen einer sozialräumlichen Gliederung: Soziale Lage und urbane Verdichtung in Hannover.“ S. 296–310, hier S. 300.
3. ↑  Adelheid von Saldern: Stadtrandwohnen. Soziale Ungleichheiten in historischer Perspektive. In: Annette Harth, Gitta Scheller, Wulf Tessin (Hrsg.): Stadt und soziale Ungleichheit. Leske und Budrich, Opladen 2000, S. 79–101, hier S. 86.
4. ↑  Richard F. Hamilton: Who Voted for Hitler? Princeton University Press, Princeton 1982, S. 206.

Koordinaten: 52° 22′ N, 9° 48′ O